# Cobitis bilineata
Espèce
Cobitis bilineata, la loche italienne, est une espèce de poissons à nageoires rayonnées de la famille des Cobitidae, rencontrée en Croatie, Italie, Slovénie et Suisse. 
Ses habitats naturels sont les rivières intermittentes et les marais d'eau douce. Elle n'est pas considérée comme menacée par l'UICN.